# اهدای جنین

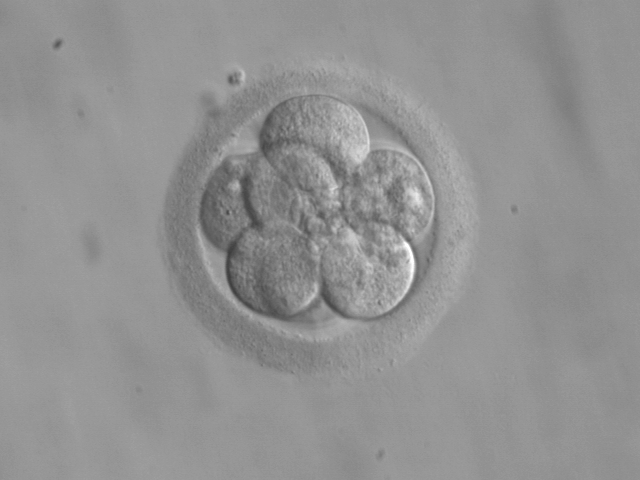
جنین ۳ روزه که متشکل از ۸ سلول است.

اهداء جنین یا انتقال جنین به معنای انتقال جنین حاصل از تلقیح خارج رحمی (آزمایشگاهی) اسپرم و تخمک یک زن و مرد به درون رحم زنی غیر از زن صاحب تخمک است.

## اهداء جنین در ایران
اهداء جنین در ایران به موجب قانون نحوهٔ اهداء جنین به زوجین نابارور (۲۹ تیر ۱۳۸۲ در مجلس شورای اسلامی) و آئین‌نامه اجرایی آن (۹ اسفند ۱۳۸۳ در هیئت دولت) به رسمیت شناخته شده و شرایط آن بیان شده است. این عمل می‌بایست در مراکز مجاز تخصصی درمان ناباروری صورت گرفته و از جنین‌های حداکثر ۵ روزه استفاده شود.
اهداکنندگان می‌بایست زن و شوهر بوده و به طور داوطلبانه و رایگان این کار را انجام داده و دارای سلامت جسمی و روانی و ضریب هوشی مناسب باشند.
متقاضیان نیز می‌بایست زوجی نابارور و ایرانی باشند که تقاضای مشترک خود را به دادگاه خانواده ارائه کرده و دین و مذهب آنان نیز با زوج اهداکننده یکسان باشد.

## مذهب شیعه
در بین فقهای معاصر در مورد مشروعیت این عمل اختلاف نظر وجود دارد. در استفتائاتی که پیش از تصویب قانون از مراجع تقلید شیعه انجام شده بود، یوسف صانعی، عبدالکریم موسوی اردبیلی، صافی گلپایگانی و مکارم شیرازی از مهمترین فقهای موافق و حسینعلی منتظری، فاضل لنکرانی و جواد تبریزی از فقهایی بوده‌اند که در این مورد نظر مخالف دارند.